# Braunes Bergschaf

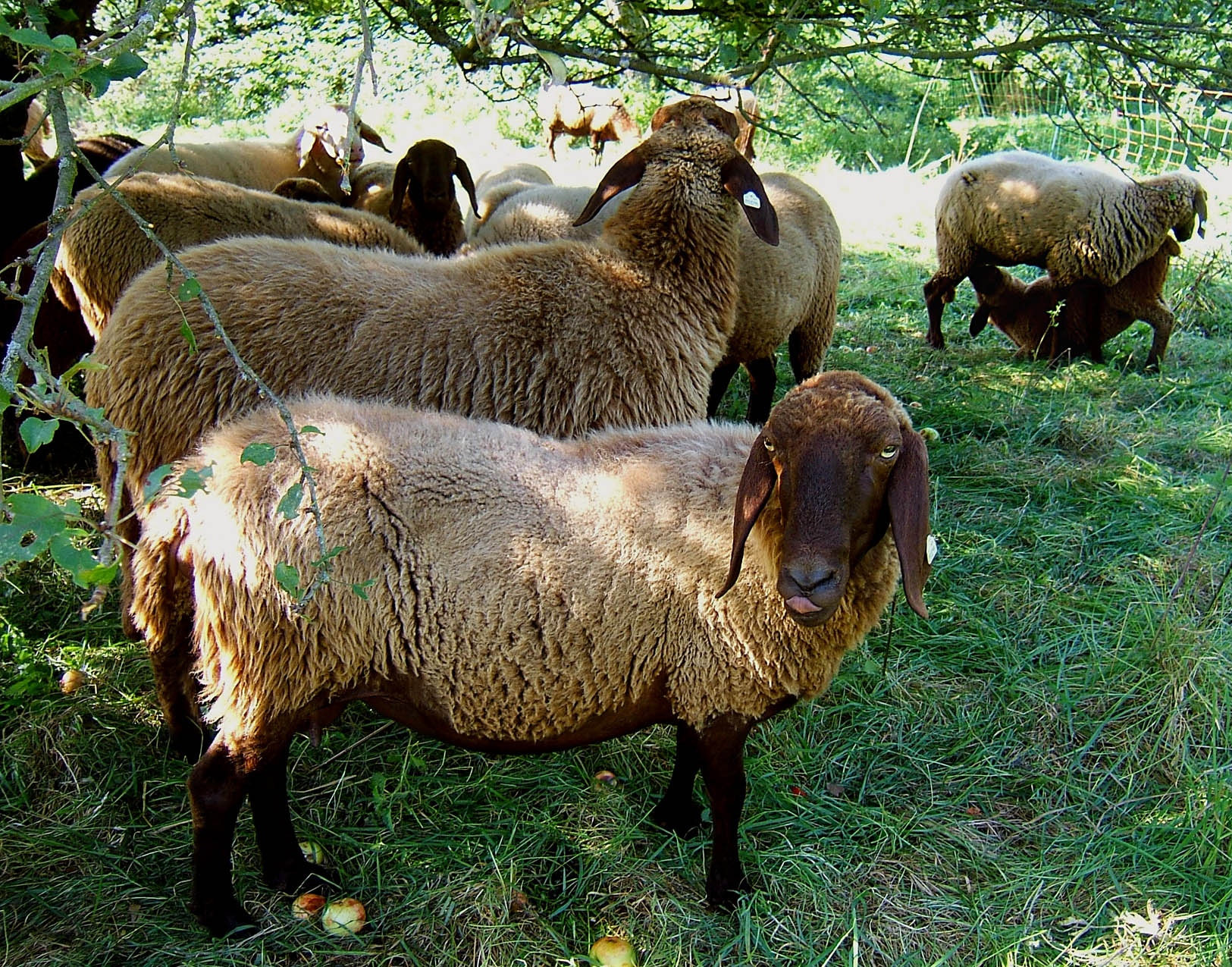
Braune Bergschafe auf einer Streuobstwiese

Das Braune Bergschaf ist eine Nutztierrasse, die von den früher in Tirol und Bayern beheimateten Steinschafen abstammt. Aus Überlieferungen von Hirten und Schäfern geht hervor, dass damals der Anteil von farbigen Steinschafen weitaus größer war als der weißen. Die Haltung der überwiegend in Gebirgsgegenden vorkommenden Braunen Bergschafrasse beschränkte sich lange Zeit auf die Alpenregionen von Österreich, Oberbayern, Südtirol und dem schweizerischen Engadin mit seinen Nebentälern.
Das Lebensgewicht der Tiere wird in den Veröffentlichungen unterschiedlich angegeben: So betrage bei Altböcken 80 bis 115 kg, Jährlingsböcken 65 bis 85 kg, Mutterschafen 65 bis 85 kg und Jährlingsschafen 45 bis 60 kg, könne aber bei guter Fütterung darüber liegen. Die Arche Austria gibt das Jährlingsgewicht der Widder bei 65 kg, das der Schafe bei 55 kg an. Altwidder würden um 80 kg und Schafe um 70 kg wiegen. Die deutsche Bundesanstalt für Landwirtschaft und Ernährung nennt bei Böcken ein Gewicht von unter 100 kg und bei Schafen von 70 bis 80 kg.

## Gefährdung
Die Gesellschaft zur Erhaltung alter und gefährdeter Haustierrassen (GEH) hat diese Rasse in die Kategorie II (stark gefährdet) der Roten Liste (Stand Januar 2022) eingestuft. Sie hat auch einen Betreuer dieser Rasse berufen.